# Station Lagundo-Algund
Station Lagundo-Algund is een spoorwegstation aan de Vintzgouwspoorlijn in de gemeente Algund (Italië-Zuid-Tirol).
De stationsnaam wordt volgens de regels van Trenitalia in het Italiaans aangegeven, gevolgd door het Duits als lokale taal.